# Christen Jul
Christen Jul Viggo Pedersen (født 25. december 1887 i København, død 6. februar 1955 i London) var en dansk manuskriptforfatter og instruktør, der blandt andet har skrevet og instrueret Lykke på rejsen. 
Han er begravet på Bispebjerg Kirkegård, men gravstedet er nedlagt.

## Værker
Han har skrevet manuskript til følgende værker:
- 1932 Vampyr
- 1940 Livet som Indsats
- 1945 I gaar og i morgen
- 1947 Lykke paa rejsen
- 1949 John og Irene
- 1953 Befolkningens beskyttelse (dokumentar)